# Seznam egiptovskih generalov
Seznam egiptovskih generalov.

## A
- Abd Al-Fattah Al-Sisi
- Hussein Sirri Amer

## G
- Abdel Rani el Gamasi

## M
- Ali el Muaui
- Hosni Mubarak

## N
- Mohamed Naguib
- Gamal Abdel Naser

## S
- Anvar el-Sadat
- Hussein el-Shafei
- Sedki Sobhy
- Omar Suleiman

## T
- Mohamed Husein Tantavi

## Z
- Mohamed Ahmed Zaki